# Hanoi Buffaloes
Hanoi Buffaloes (Trâu Thủ đô) là một đội bóng rổ chuyên nghiệp có trụ sở tại Hà Nội, Việt Nam. Đội là một trong các đội tham dự giải bóng rổ chuyên nghiệp đầu tiên của Việt Nam VBA 2016.

## Lịch sử
Năm 2016, CEO Trần Trọng Kiên của tập đoàn Thiên Minh được một người bạn cũng là thành viên trong Hội động tín thác của Đại học Fullbright giới thiệu về VBA. Ông Kiên quyết định thành lập đội bóng Hanoi Buffaloes, đặt tên theo Buffalo Tours - công ty đầu tiên mà ông thành lập vào năm 1994.

### 2016 - 2019: Thời kỳ Todd Purves
Sau khi thành lập, Hanoi Buffaloes bổ nhiệm ông John Todd Purves vào vị trí huấn luyện viên trưởng. Dàn cầu thủ nội binh ở mùa giải VBA 2016 gồm nhiều cầu thủ của đội bóng rổ Phòng Không - Không Quân, cùng Đặng Thái Hưng và 2 anh em song sinh Nguyễn Phú Hoàng - Nguyễn Thành Đạt, những cái tên giúp đội Hà Nội lần đầu giành HCB giải vô địch quốc gia vào năm 2016. Bên cạnh đó, đội bóng chiêu mộ ngoại binh người Mỹ, Trevor Berkeley, cùng 2 cầu thủ gốc Việt là Phước Anthony Phan và Ryan Arnold. Ở mùa giải đầu tiên, Hanoi Buffaloes đạt thành tích 9-7 ở giai đoạn mùa giải chính và để thua Ho Chi Minh City Wings sau 3 game ở vòng bán kết .
Sau khi VBA 2016 khép lại, Hanoi Buffaloes tham dự Thailand Basketball Super League 2017. Thầy trò HLV Todd Purves giành hạng 3 chung cuộc, sau khi đánh bại Madgoat 2-0 ở loạt trận tranh hạng 3.
Bước vào mùa giải VBA 2017, Hanoi Buffaloes lựa chọn Vincent Nguyễn và Ryan Arnold tại sự kiện VBA Draft đầu tiên trong lịch sử. Tuy nhiên, Arnold bất ngờ chia tay Hanoi Buffaloes ngay giữa mùa giải. Một sự thay đổi khác ở giữa mùa giải là ngoại binh Jordan Collins, khi cầu thủ 35 tuổi này không đảm bảo thể lực, nhường chỗ cho Jason Carter. Buffaloes xếp thứ tư ở mùa giải chính với 8 chiến thắng - 7 thất bại . Bước vào vòng bán kết, Hanoi Buffaloes bị loại sau 2 trận thua liên tục trước Thang Long Warriors.
Trước khi bước vào mùa giải VBA 2018, ông Trần Trọng Kiên chuyển giao quyền sở hữu Hanoi Buffaloes cho nhóm nhà đầu tư mới, đại diện là doanh nhân Huỳnh Minh Việt. Sau đó, Buffaloes không đạt được thỏa thuận hợp đồng với Đặng Thái Hưng, đồng thời chia tay một nội binh khác khi đổi Nguyễn Phú Hoàng để lấy lượt chọn vòng 1 của Cantho Catfish tại VBA Draft 2018. Sau đó, đội bóng bổ sung Stefan Nguyễn ở lượt thứ 3 của kỳ Draft 2018, và thực hiện thương vụ trao đổi 3 bên để chiêu mộ Lê Ngọc Tú. Bên cạnh đó, Buffaloes ký hợp đồng với ngoại binh Mike Bell. Với đội hình này, Hanoi Buffaloes thắng 9 trong 15 trận của mùa giải chính, xếp thứ 3/7. Tại vòng bán kết, Hanoi Buffaloes đánh bại Thang Long Warriors với tổng tỉ số 2-0 để có lần đầu giành vé vào chung kết VBA. Trong loạt trận chung kết, đại diện Thủ đô để thua Cantho Catfish sau 3 game.
Ở VBA 2019, nhiều nội binh trụ cột như Nguyễn Thành Đạt và Nguyễn Tiến Dương chuyển tới Thang Long Warriors trong kỳ Draft, đồng thời không đạt được thỏa thuận với những cầu thủ họ lựa chọn như Tô Quang Trung và Lai Xương Thành. Bên cạnh đó, ngoại binh Jameel McKay dính chấn thương lưng và bị thay thế giữa chừng bằng Mike Bell. Bên cạnh đó, đội bóng cũng bất ngờ đổi Vincent Nguyễn cho Ho Chi Minh City Wings để đổi lấy Henry Nguyễn cùng lượt chọn vòng 2 VBA Draft 2020 cũng như quyền đổi lượt chọn tại VBA Draft 2021. HLV Todd Purves kết thúc quãng thời gian gắn bó với đội bóng sau trận gặp Danang Dragons để chuyển sang dẫn dắt Zhuhai Wolf Warriors tại ABL. HLV Lee Tao Dana ngồi ghế HLV trưởng tới hết mùa giải, nhưng không thể giúp Buffaloes lọt vào bán kết. Thành tích 7-8 ở regular season đánh dấu mùa đầu tiên Hanoi Buffaloes không thể giành vé vào Playoffs.

### 2020 - 2022: Thời kỳ Eric Weissling
Bước vào giai đoạn chuẩn bị cho VBA 2020, Hanoi Buffaloes không tiếp tục gắn bó với HLV Lee Tao Dana. Thay vào đó, đội bóng bổ nhiệm ông Eric Wessling, cựu trợ lý HLV đội tuyển Mexico và là vị thuyền trưởng trẻ nhất từng đăng quang giải VĐQG Mexico. Trong năm 2020, Hanoi Buffaloes không ký hợp đồng mới với 2 cầu thủ gốc Việt là Henry Nguyễn và Stefan Nguyễn, mà quyết định chiêu mộ Đinh Thanh Sang, sau khi cầu thủ này buộc phải rời Cantho Catfish do VBA giảm giới hạn số VĐV Việt Kiều. Ở mùa giải 2020, Buffaloes kết thúc regular season trong top 4, rồi dừng chân tại bán kết sau series 2 game với Thang Long Warriors.
Sau khi VBA 2021 bị hủy bỏ vì diễn biến phức tạp của đại dịch COVID-19, Hanoi Buffaloes bước vào năm thứ 3 dưới sự dẫn dắt của HLV Weissling với bộ đôi ngoại binh mới, Jeffrey Stubbs và Shane Henry. Bên cạnh đó, đội còn có sự phục vụ của Tâm Đinh, kết quả của thương vụ trao đổi năm 2021. Trong mùa giải 2022, Buffaloes trở lại trận chung kết VBA, sau khi đánh bại Nha Trang Dolphins trong 2 game tại vòng bán kết. Dẫu vậy, đại diện Thủ đô đã để thua Saigon Heat 0-3 ở loạt VBA Finals. Ở sự kiện VBA Awards, Shane Henry giành danh hiệu VĐV xuất sắc nhất.

### 2023-2024: Thời kỳ Erik Rashad
Sau khi Hanoi Buffaloes đoạt ngôi Á quân VBA 2022, HLV Eric Weissling nhận lời mời sang Nhật Bản làm việc. Thay thế cho vị trí của ông là HLV Erik Rashad, người có nhiều kinh nghiệm dẫn dắt các đội bóng tại Mỹ và Trung Đông. Trong mùa giải VBA 2023, Buffaloes đón chào sự trở lại của Phạm Đức Kiên, chiêu mộ hai ngoại binh Russell Smith và Anthony January. Buffaloes khởi đầu mùa giải với thất bại 71-85 trước Saigon Heat. Đại diện thành phố Hà Nội bắt đầu thi đấu khởi sắc khi thay Russell Smith bằng Udun Osakue, giành liên tiếp 7 chiến thắng kể từ đây. Họ kết thúc mùa giải chính ở vị trí nhì bảng và gặp Nha Trang Dolphins tại bán kết. Trước thềm vòng Playoffs, Buffaloes bất ngờ thông báo thay Anthony January bằng Lenny Daniel. Sau đó, đội bóng để thua 0-2 ở series bán kết. 
Tại VBA 2024, Hanoi Buffaloes chiêu mộ cầu thủ gốc Việt Hassan Thomas từ Saigon Heat để thay thế Tâm Đinh, đồng thời chiêu mộ các ngoại binh Eric Frederick và Devin Peterson. Giữa mùa giải, đội bóng thay Frederick bằng Ruot Monyyong. Thầy trò HLV Rashad có năm thứ hai liên tiếp giành vị trí nhì bảng của mùa giải chính, nhưng bất ngờ để thua Cantho Catfish 0-2 tại series bán kết. Sau khi mùa giải khép lại, Buffaloes quyết định sa thải HLV Erik Rashad và đưa ông Matt Van Pelt lên nắm quyền.

## Thành tích[49]

### VBA
| Năm  | Mùa giải chính | Mùa giải chính | Mùa giải chính | Mùa giải chính | Loại trực tiếp                               | Danh hiệu cá nhân                                              | HLV Trưởng               |
| Năm  | T              | B              | %T             | XH             | Loại trực tiếp                               | Danh hiệu cá nhân                                              | HLV Trưởng               |
| ---- | -------------- | -------------- | -------------- | -------------- | -------------------------------------------- | -------------------------------------------------------------- | ------------------------ |
| 2016 | 9              | 7              | .563           | 3              | Loại ở bán kết (Thua Wings 1-2)              | Todd Purves (HLV của năm) Nguyễn Phú Hoàng (VĐV dự bị của năm) | Todd Purves              |
| 2017 | 8              | 7              | .533           | 4              | Loại ở bán kết (Thua Warriors 0-2)           |                                                                | Todd Purves              |
| 2018 | 9              | 6              | .600           | 3              | Á quân (Thắng Warriors 2-0/Thua Catfish 0-3) | Mike Bell (VĐV phòng ngự của năm)                              | Todd Purves              |
| 2019 | 7              | 8              | .467           | 5              | Không được tham dự                           | Mike Bell (VĐV phòng ngự của năm)                              | Todd Purves Lee Tao Dana |
| 2020 | 6              | 6              | .500           | 3              | Loại ở bán kết (Thua Warriors 0-2)           | Nguyễn Tiến Dương (VĐV dự bị của năm)                          | Eric Weissling           |
| 2021 | 3              | 4              | .429           | 5              | Mùa giải bị hủy vì COVID-19                  |                                                                | Eric Weissling           |
| 2022 | 7              | 5              | .583           | 2              | Á quân (Thắng Dolphins 2-0/Thua Heat 0-3)    | Shane Henry (VĐV của năm + VĐV phòng ngự của năm)              | Eric Weissling           |
| 2023 | 13             | 5              | .722           | 2              | Loại ở bán kết (Thua Dolphins 0-2)           |                                                                | Erik Rashad              |
| 2024 | 13             | 7              | .650           | 2              | Loại ở bán kết (Thua Catfish 0-2)            |                                                                | Erik Rashad              |
| Tổng | 75             | 55             | .577           |                |                                              |                                                                |                          |

## Đội hình
VBA 2024
| Số áo | VĐV                 | Vị Trí | Ngày sinh  | Chiều cao (cm) | Cân nặng (kg) | Phân loại  | Ghi chú                |
| ----- | ------------------- | ------ | ---------- | -------------- | ------------- | ---------- | ---------------------- |
| 0     | Eric Frederick      | C/PF   | 27/4/1998  | 203            | 108           | Ngoại binh | Rời đi giữa mùa giải   |
| 1     | Đinh Tiến Công      | SG/SF  | 10/1/1999  | 186            | 72            | Nội binh   |                        |
| 2     | Vương Quốc Trung    | C/PF   | 26/7/2000  | 200            | 105           | Nội binh   |                        |
| 3     | Hassan Thomas       | F      | 6/11/1999  | 203            | 100           | Gốc Việt   |                        |
| 5     | Nguyễn Quang Bình   | F/G    | 25/5/2000  |                |               | Nội binh   |                        |
| 7     | Nguyễn Tiến Dương   | PG/SG  | 13/3/1999  | 178            | 70            | Nội binh   |                        |
| 11    | Devin Peterson      | F      | 30/11/1999 | 188            | 83            | Ngoại binh |                        |
| 13    | Nguyễn Văn Trường   | G      | 13/7/2000  | 175            | 65            | Nội binh   |                        |
| 14    | Jimmy Nguyễn        | SG/SF  | 10/3/1999  | 178            | 80            | Nội binh   |                        |
| 20    | Tô Ngọc Khánh       | G      | 20/2/2000  | 178            | 64            | Nội binh   |                        |
| 23    | Đinh Toàn Quốc      | C/PF   | 1/8/2004   | 195            | 86            | Nội binh   |                        |
| 30    | Nguyễn Huy Hoàng    | PG/SG  | 21/11/2000 | 180            | 74            | Nội binh   |                        |
| 33    | Ruot Monyyong       | C/PF   | 14/2/1999  | 208            | 95            | Ngoại binh | Thay thế cho Frederick |
| 34    | Phạm Đức Kiên       | C/PF   | 5/2/1999   | 197            | 84            | Nội binh   |                        |
| 68    | Caleb Albert Nguyễn | C/PF   | 6/8/2000   | 198            | 82            | Nội binh   |                        |
| 99    | Vũ Việt Hoàng       | SG/SF  | 21/2/1999  | 180            | 70            | Nội binh   |                        |

## Huấn luyện viên
| Thời gian   | HLV            | Trận | Thắng | Bại | %Thắng | Thành tích                     | Ghi chú          |
| ----------- | -------------- | ---- | ----- | --- | ------ | ------------------------------ | ---------------- |
| 2016 - 2019 | Todd Purves    | 64   | 32    | 32  | .500   | Á quân VBA 2018 3x Bán kết VBA | HLV của năm 2016 |
| 2019        | Lee Tao Dana   | 7    | 4     | 3   | .571   |                                |                  |
| 2020 - 2022 | Eric Weissling | 31   | 15    | 16  | .483   | Á quân VBA 2022 2x Bán kết VBA |                  |
| 2023 - 2024 | Erik Rashad    | 42   | 26    | 16  | .619   | 2x Bán kết VBA                 |                  |